# Труба Віра Петрівна
Віра Труба, до шлюбу Серафимова (1888, Новомосковський повіт, Катеринославська губернія — серпень 1941, Дніпро, Україна) — українська громадська діячка, активістка Катеринославської «Просвіти» та видавничої комісії «Просвіти».  

## Життєпис
Дід її був росіянин, а бабуся — українка з роду Полуботків. Батько — армійський полковник Петро Серафимов.
В 16-річному віці в Петербурзі зустрілася з Іваном Трубою. Близько 1905 взяла з ним шлюб у Полтаві - Не підтверджується. Фактичний запис про шлюб в Благовіщенській церкві Катеринослава за 28 січня 1913 року, ДАДО фонд 193 опис 3 справа 543 сторінка 245 зворот. 1907 родина переїхала до Катеринослава. Затверджена членкинею Катеринославської «Просвіти» на загальних зборах Товариства 26 вересня 1911.

| «Особлива рада лекційно-бібліотечної секції (Мануйлівської „Просвіти“) вдячна В. П. Трубі, Є. С. Вировому і Н. М. Дорошенко й за їх велику допомогу працею по упорядкуванню ялинки» |
| — «Дніпрові хвилі» (1913. — № 11 — 12. — С. 200). |

Там же зазначено, що Віра Труба і Наталка Дорошенко зібрали 33 крб. 90 к. пожертв. Труба входила до складу видавничої комісії «Просвіти».
Належала до українок, які діяльно працювали в «Просвіті». Як свідчать матеріали Дніпропетровського державного архіву, до суду 23 лютого 1909 був звільнений з ув'язнення «под денежным поручительством дочери подполковника Веры Серафимовой» міщанин Феодосій Поляничко, 20 років. (ДАДО, Ф. 11 СЧ, Оп.1 Од. 36. 936, Арк.4).
Звинувачений у приналежності до Катеринославської Української революційної громади та Всеросійської Селянської спілки Ф. Поляничко був засуджений «к заключению в крепости на один год». Таким чином, Віра Серафимова (Труба) відкрито підтримувала «державних злочинців». Ф. Поляничко потім обирався членом Центральної Ради.

Віра Труба з донькою Олесею

У 1910 народила першу дитину — сина Юрко, який невдовзі помер (підтверджень в метричних книгах не знайдено). Віра Труба була
«лише домогосподаркою і дбайливою матір'ю трьох дітей: Олесі і менших Тараса й Бориса. В домі Трубів панувала українська мова, як і в нашій сім'ї, але Віра Петрівна часто звертала мою увагу на неправильну вимову російських слів. …Мила, щедра, гостинна була сім'я. І ніхто не міг пояснити, що сталося через три-чотири роки, коли Іван Михайлович раптом залишив дружину й дітей і разом з деякими українськими діячами помандрував на Захід. Слід його пропав. А сім'я опинилась у великій скруті. Батьки (В. Сокола) чим могли, допомагали, поки Віра Петрівна не виїхала з Катеринослава»,

 — згадував письменник Василь Сокіл. (Здалека о близького (спогади, роздуми). — Едмонтон, 1987. — С. 16— 17).

Діти Віри Труби — Тарас, Борис і Олеся на подвір'ї свого будинку

Труба разом з іншими активістками місцевої «Просвіти» після початку Першої світової війни працювала над заснуванням «Просвітою» їдальні для нужденних членів сімей військових та запасних чинів. їдальня відкрилася 6 вересня 1914 на Мандриківці. Згодом Труба увійшла до комітету, який відав справами їдальні. 
У ніч на 27 листопада 1915 катеринославські жандарми зробили обшук у багатьох катеринославських просвітян. Було зроблено трус і в Катеринославській «Просвіті», забрано книги і документи товариства, яке після цього удару фактично було зачинено на початку 1916. Тільки через два з половиною місяці жандарми повернули товариству книги і документи.
В ДАДО зберігається лист керівництва «Просвіти» від 11 лютого 1916 на ім'я начальника губернського жандармського управління (за голову — Є. Вировий, секретар Б. Усик-Базилевський) про те, що Труба є представницею товариства «Просвіта», яка отримає всі книги і документи, забрані під час обшуку.
Долею Труби цікавиться Марія Стасюк (1892–1937), дружина міністра УНР Миколи Стасюка, яка в 1920-х переїхала з Січеслава до Харкова. У листі до Трохима Романченка від 19 квітня 1924 запитує:

«Як там Трубиха? Я така погана — нічого їй не писала — просто ніяково».

З іншого листа можна припустити, що в 1920-х Труба листувалася з Дорошенками, які опинилися в еміграції.
5 вересня 1925 Марія Стасюк пише Трохиму Романченкові:

«Була я в Київі і там мені читали лист до Наталії Михайлівни Дорошенко. Страшенно вона нудьгує на чужині. Напишіть їй. Ви ж, здається, були з нею приятелями. Адресу у Віри Петровни (Труби) попитайте або просто на Прагу (університет)».

Померла Віра Труба у лікарні Червоного Хреста на вул. Короленка.